# Strada statale 295 di Aritzo
La strada statale 295 di Aritzo (SS 295) è una strada statale italiana che si snoda in Sardegna.

## Percorso
La strada ha inizio dalla strada statale 128 Centrale Sarda nei pressi della casa cantoniera Sa Codina. Dopo pochi chilometri attraversa il centro abitato di Tonara e, proseguendo verso sud, arriva al bivio per Desulo. Il tracciato proseguendo nella medesima direzione raggiunge Belvì, Aritzo e il bivio per Gadoni.
La parte finale la riconduce alla SS 128 dove si innesta nei pressi della casa cantoniera Ortuabis.
È particolarmente apprezzata dai mototuristi, in virtù delle innumerevoli curve e dei paesaggi spettacolari che attraversa.